# フィルモン・ポウノル
フィルモン・ポウノル（Philemon Pownoll、1734年頃-1780年6月15日）はイギリス海軍の士官である。オーストリア継承戦争、七年戦争、アメリカ独立戦争で活躍し、ポストキャプテン（肩書きのみならず職権をも有する大佐）にまで昇進した。
ポウノルは一流の船大工の子として生まれ、オーストリア継承戦争の最後の年に海軍に入った。数年間の任務の後、七年戦争の勃発時には自分で艦を指揮するほどにまで出世した。七年戦争ではスループオブウォーを指揮し、戦闘のすべてを通じて最も価値のある船を拿捕して、一夜にして大金持ちになった。ポウノルは結婚して土地を買ったが、その富にもかかわらず、アメリカ独立戦争の勃発とともに第一線に戻った。現役の間を通じて、ポウノルは、エドワード・ペリューやジョン・ボルラス・ウォーレンといった著名な艦長たちの教師的な存在だった
北アメリカにおいて部隊の支援や輸送をうまくこなし、その行動は際立っていた。また、ジブラルタル包囲戦のような、より大きな艦隊による海戦にも参戦した。1779年には、フランスの私掠船と激しい戦いを繰り広げ、その時に胸に銃弾を受け、その後、彼が死ぬまでその銃弾は取り去られることはなかった。翌年、またも重装備の私掠船と交戦し、そのさなかに砲弾を受けて戦死した。この交戦は指揮下の1等海尉ペリューが勝利に持ち込んだ。彼の戦死は、ジョン・ジャーヴィスやエドワード・ペリューをはじめとする、同時代の主な海軍軍人からの尊敬を受けた。

## 家族と海軍入隊

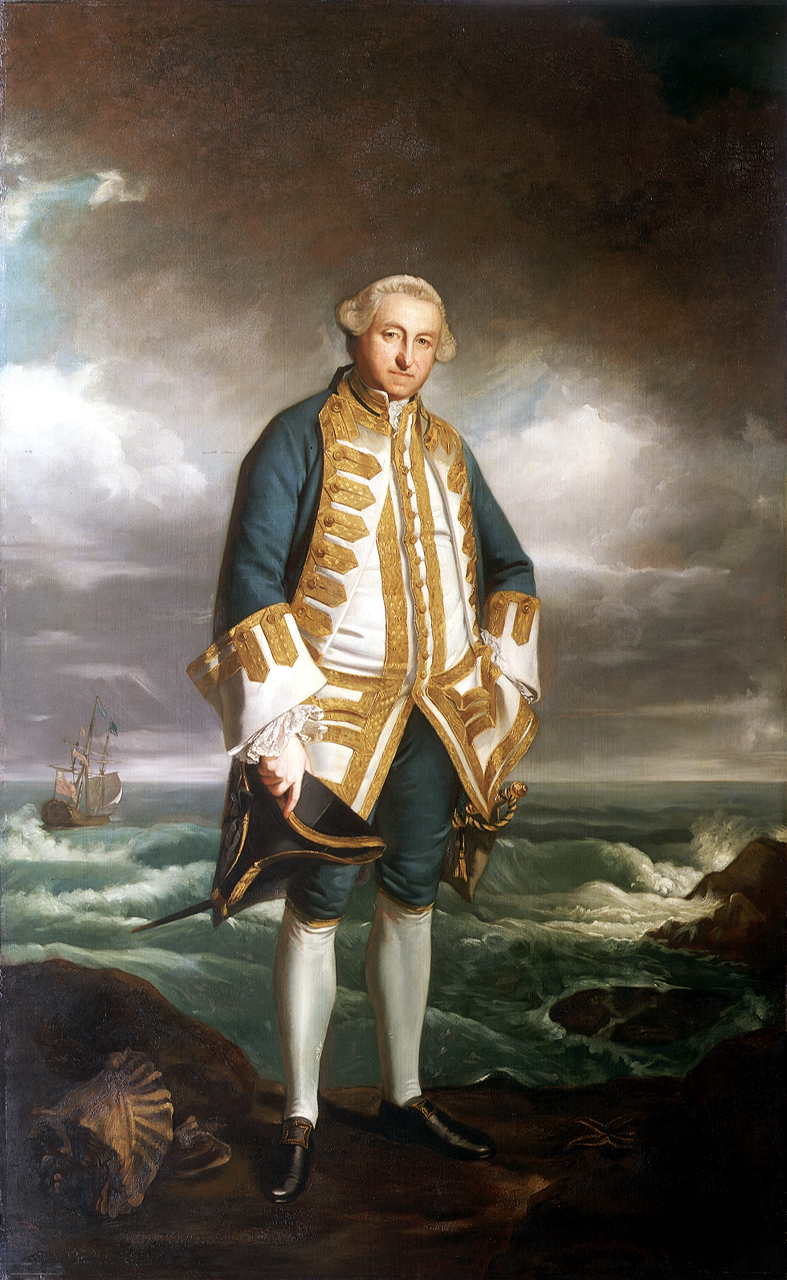
エドワード・ボスコーエン

ポウノルは1734年頃に、船大工のイスラエルの息子としてプリマスに生まれた。父は船大工としての生活の中で、数多くの軍艦を手掛け、1762年から1765年までは船大工の棟梁としてプリマスの乾ドックで、1775年から1779年まではチャタムの乾ドックで仕事をしていた。その1779年にイスラエルは亡くなった、イスラエルはロンドンのシャドウェルとクラーケンウェルに土地を持っていた。おそらくはその当時、シャドウェルやワッピングといった地域の独立した船員や、開業していた商人から譲り受けたものだったのだろう。イスラエルはニューイングランドにも伝手があった。海事の古物収集家であるエドワード・ホーク・ロッカーは、後に、息子のフィルモンを「アメリカ育ちのジェントルマン」と表現している。
1748年頃、フィルモン・ポウノルは海軍に入隊し、64門艦マーズに乗務した。1755年4月7日に海尉試験に合格したが、その当時の記録では彼の年齢は「20歳以上」となっている。1755年10月7日には海尉に昇進した。最初は二等海尉として60門のウェイマスに乗り、その後100門のロイヤルジョージに転属された。七年戦争の勃発と共に海軍の任務を続け、1758年に74門艦に移った。ナムールは当時、エドワード・ボスコーエン提督の旗艦であった。ボスコーエンはポウノルの保護者となり、このおかげでポウノルは四等海尉から一等海尉に早期に出世することができ、そして1759年8月6日にはスループ艦フェイバリットの指揮官となった.。

## 指揮官として
それから2年間、ポウノルはフェイバリットを指揮して、1761年半ばには、チャールズ・プロビー指揮下のカディス沖の戦隊に加わって航海した。この戦隊は74門艦サンダラー、モデスト、44門艦テティスで構成されていた。7月16日に64門艦アシーユとフリゲート艦ブフォンヌの2隻のフランス艦が、封鎖中の港をかろうじて離れたが、その翌日にイギリス艦隊に追跡され、海戦となった。激戦の末、両艦とも拿捕された。ポウノルは1762年5月まで、サン・ヴィセンテ岬の防御のためにチャールズ・ソーンダースが派遣したフェイバリットで指揮を執った。フェイバリットはソーンダース艦隊の1隻だった。
5月15日、フェイバリットはハーバート・ソウヤー艦長のフリゲート艦アクティブと共に、サンタマリア岬沖を航海していたところ、2隻はスペイン艦を発見して追跡した。いったん拿捕されたこの船はスペインのレジスターシップのエルミオーネで、この年の1月6日にリマを発ち、いくつもの袋に詰めた黄金と、金貨と、金銀の延べ棒と、カカオ豆と、錫の塊を積んでいた。エルミオーネはジブラルタルへと連れて行かれ、最終的に積荷、船体、艤装品共々戦利品となり、すべての価格は51万9705ポンド10シリングにもなった、これは今日の価格で7千130万ポンドに相当する。ポウノルとソウヤーはそれぞれ艦長の分け前として賞金6万4千782ポンド（今日の価格で890万ポンド）を手に入れた。この時代の賞金としては最も大きな部類に入る。水兵たちもそれぞれ480ポンドを受け取った、これは彼らの30年分の賃金に相当した。偶然にも、ソウヤーもポウノルも、リスボンの商人の2人の娘である姉妹にそれぞれ求婚していたが、資金が足りないため断られていた。今や大金持ちとなった2人は、彼女たちと結婚した。ポウノルはこの賞金でアシュプリントンのシャープハムに土地を買い、ケーパビリティ・ブラウンの設計した庭園つきの大きな邸宅を建てた。この頃ポウノルは、ジョシュア・レノルズに肖像画を依頼したといわれる。

## アメリカ独立戦争

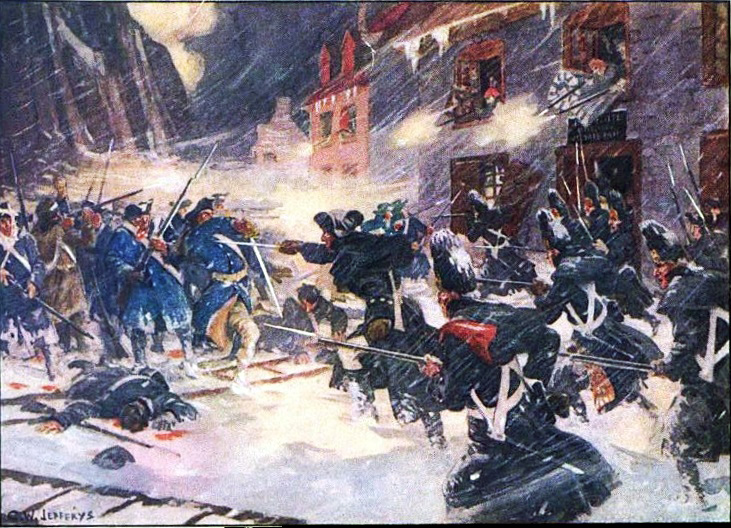
ケベックの戦い。右がイギリスとカナダの連合軍、左がアメリカ植民地軍

莫大な資産が転がり込んだにもかかわらず、ポウノルは、アメリカ独立戦争が勃発してまもない1774年の終わりに海軍の任務に戻った。このことにより、ポウノルは貴族院議員の4代サンドウィッチ伯ジョン・モンタギュから称賛された。この年の12月に32門艦ブロンドに乗務して、北アメリカまでの航海に備え艦の装備作業を進めた。乗組員を召集している間、かつての保護者を務めてくれたエドワード・ボスコーエンの兄弟にあたる、2代ファルマス子爵ヒュー・ボスコーエンから、若い士官候補生を紹介された。ボスコーエンへの借りを返す意味で、ポウノルはその士官候補生を艦に乗せた。この青年は名をエドワード・ペリューといい、前に乗艦していたアラームの艦長ジョン・スコットと口論したため、転属させられたのである。とはいうもののスコットは、この時代の最も偉大な提督に数えられる人物だった。ポウノルと士官たちは艦の艤装を点検したが、そのうちのほとんどは、1775年2月の嵐で難破し、チャタムから戻ってきたブロンドも難破しそうになったが、ポウノルのすばやい行動のおかげで難を逃れた。
この1775年の4月に、ブロンドはフリゲート艦ジュノーと共に北アメリカに航海し、セントヘレンズ経由でジョン・バーゴイン将軍率いる部隊をボストンに輸送するため、20隻の輸送艦で船団を組んだ。兵たちを輸送している間、バーゴインは、桁端で士官候補生のペリューが逆立ちをしているのに気付いた。ポウノルはペリューがふざけていること、仮に落ちたとしても、反対側から上がってくるだけだと言って安心させた。この航海の終わりの方になって、ペリューはある者を助けようと水中に飛び込み、このことをポウノルに叱責された。しかしポウノルは、後に同僚とこの時のことを話していて涙を流し、ペリューは見上げたやつであると言った。
ペリューとポウノルは1775年のケベックの戦いに参戦した。1776年の4月、ポウノルは船に戻り、1777年9月16日に、アメリカの船に攻撃を仕掛けて私掠船フリーダムを拿捕し、1778年の1月27日にはやはり私掠船のトゥルー・ブルーを拿捕した。1777年の1月には32門艦アポロ (1763年の5等艦)に、ペリューを新しく部下に加えて乗務した。今やポウノルは、部下たちから慕われる存在となり、サンドイッチ伯にこう書き送っている。「素晴らしい艦に乗ることができ、アマースト提督からの新人水兵以外はすべて志願兵で、いい人材がそろっており、彼らのおかげで、私一人では手に負えなかった諸々の問題も片付きました」

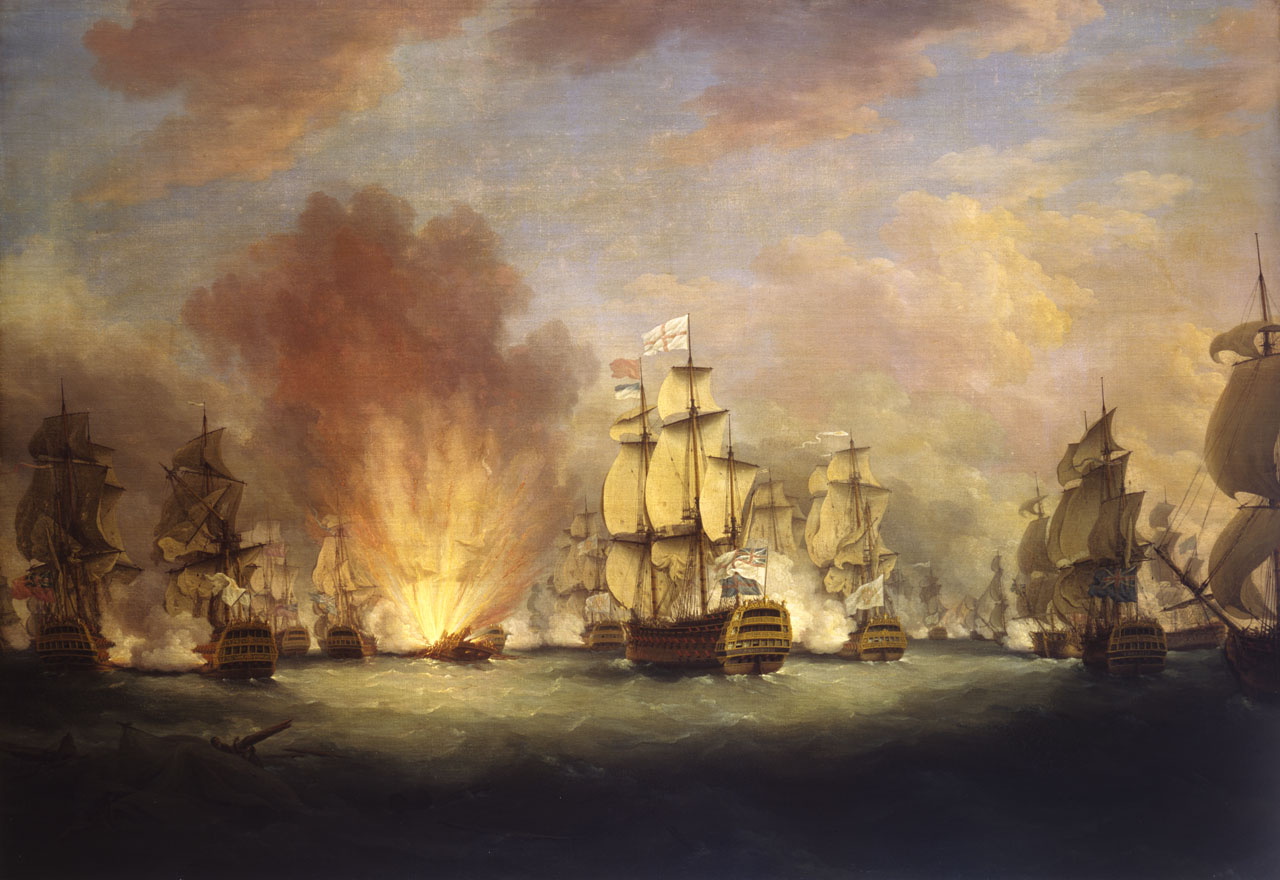
サン・ビセンテ岬の海戦（月光の海戦）

1778年8月以来、アポロはリチャード・ハウ提督の旗艦だった。このアポロは、再装備をすませて銅板を打ち、その年の12月にプリマスに戻っていた。1779年1月31日、アポロは戦線に復帰し、ブルターニュ沖で26門のフランスのフリゲート艦ワゾーと激戦を繰り広げ、これによりポウノルとフランスの指揮官が負傷した。ポウノルは胸に銃弾を受け、これは終生取り出されることはなかった。アポロはプリマスで修理され、1779年の終わりにまた海へ出て、チャールズ・ハーディ提督の艦隊に加わった。ポウノルは14門のムティーヌを1779年の10月2日に拿捕し、その月の終わりにレイノルズの戦隊に加わった。その翌年には、ジョージ・ブリッジズ・ロドニーのジブラルタル包囲戦を支援し、1780年1月8日の海戦にも参戦していた。1月16日から17日の、サン・ビセンテ岬の海戦で、ポウノルは、スペインの戦列艦モナルカと戦って大いにその名をはせた。これは1時間余りの一方的な戦いで、モナルカは、ロドニーの旗艦が視界に入ってきたため、やむをえず旗を降ろした。1780年3月2日、私掠船ヴィクトワールがアポロに拿捕された。そして6月半ば、アポロは、ジョージ・マレー艦長指揮下の32門のクレオパトラと共に航海を続けていた。

## 最後の戦い

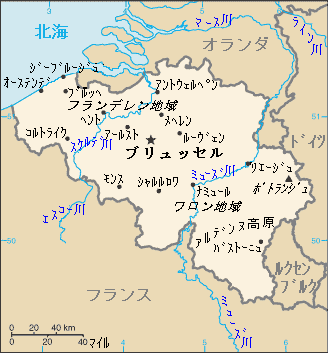
ベルギーの地図、左上にオーステンデが見える。

6月15日、北海にカッター型帆船がいるのが認められ、マレーの艦はその船を調べにやらされた。ミュレーのクレオパトラが、午前10時30分、カッター船の砲撃射程にまで近づいたところで、陸地から離れた場所に大きな帆船が目撃されたこの2隻は間を詰め、風上へと上手回しで進み、ついには砲撃をはじめた。アポロの対戦相手は26門のフランスの私掠船スタニスラウスで、上手回しの後、オーステンデに接近しつつ片舷斉射に入った。大々的な砲撃が始まっておよそ1時間もたったころ、ポウノルは砲弾を受けてそのまま死亡した。1等海尉のペリューが代わりにアポロの指揮官となり、そのまま戦闘を続けて最終的にスタニスラウスを座礁させた。艦長のポウノル以外にも、アポロでは戦死者が5人出て、20人が負傷した。スタニスラウスは後に修復され、イギリス海軍の軍艦プロセリテとなった。

## 伝説

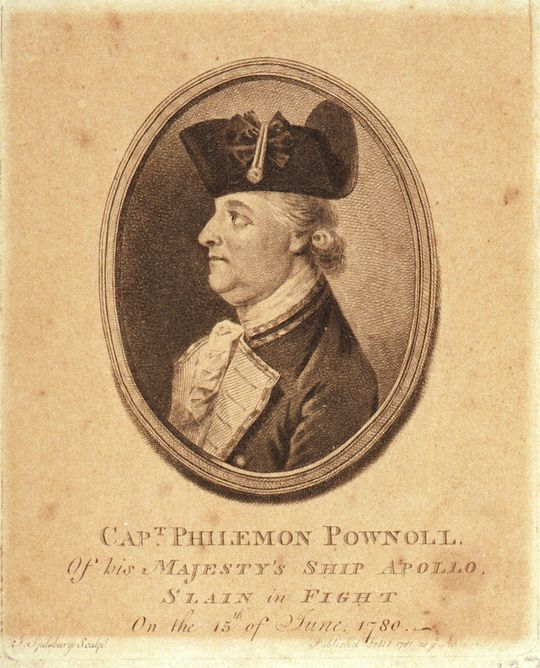
ポウノルの記念碑。「フィルモン・ポウノル艦長、1780年6月15日、アポロ艦上にて戦死」と刻まれている。

多くの人々がポウノルの死を悼んだ。ペリューは、海軍本部への報告書で次のように書いている。「ポウノル艦長の戦死は非常につらいものでした。この艦の士官や乗組員は父たる存在を失いました。私はそれ以上のもの、父と盟友とを失いました、この世における唯一の友でした。しかし、卿におかれては、この艦の我々が感じる以上に、この人徳篤い指揮官の急逝に対し、もっと悲痛な思いでおられることでしょう。私はとてもこの思いを表すすべを知りません。とても表しようがありません。」。ジョン・ジャーヴィス提督は、ペリューにこう返信した、ポウノルは「最上にして非常に優秀な士官であり、任務においては思いやりのある男だった。」そしてこうも主張した「最高のパルチザンを失った、パルチザンでなければ、様々な状況での任務における最高の士官だった」エドワード・オスラーは1835年に、「セントビンセント伯（ジョン・ジャーヴィス）とポウノルはボスコーエンに育てられ、ボスコーエンに海尉としての任務を与えられた。ジャーヴィスとポウノルは、ホレーショ・ネルソンあるいはエクスマス子爵（エドワード・ペリュー）といった士官に多くのものを与えた。この両者は多くの弟子たる存在を持ったが、両者が弟子たちに与えた規範はボスコーエンの人格であり、手本として示したのはボスコーエンの成功である」
ペリューと同様に、ポウノルの部下であったジョン・ボルラス・ウォーレンも海軍での任務を続け、フリゲート艦の艦長になった。一方で、1804年にジャーヴィスはポウノルの海軍への貢献に謝意を表し、ポウノルの孫にあたるジョン・バスタードを昇進させた。ペリューは、かつての上司である艦長と彼の家族の栄誉を称え、長男にポウノルと名付けた。